# Ráj (Golčův Jeníkov)
Ráj (německy Ray, v letech 1941 až 1945 Rai) je někdejší samostatná obec, nyní osada města Golčův Jeníkov v okrese Havlíčkův Brod v kraji Vysočina. Ulicová zástavba Ráje navazuje na jihovýchodě na zástavbu Golčova Jeníkova. Nachází se asi 26 km severozápadně od Havlíčkova Brodu.
Ráj je od zbytku Golčova Jeníkova oddělen železniční tratí, přičemž se zde nacházejí dvě stanice, jedna na jihu a druhá na severozápadě Ráje. Západně od Ráje prochází silnice I/38. V Ráji se nachází část jeníkovské infrastruktury, jako např. čistírna odpadních vod, již zmíněné dvě železniční stanice, pila, několik firem a jejich zázemí). V Ráji jsou pojmenovány dvě ulice (obě jsou však tvořené více cestami), Nádražní (na severu) a Ráj (na jihu). Před domem čp. 510 se nachází kříž.

## Historie
Původně se osada nazývala Kocourek, vznikla v 17. století nedaleko odpočívadla U Čepků na zemské cestě. Postupně se ustálil název Ráj, snad podle květinových zahrad, které obklopovaly některé domy. Původně patřil Ráj pod panství Hostačov, v roce 1650 získala hostačovské panství Marie Magdaléna Goltzová z Goltze, která jej připojila k panství Jeníkov. Na počátku 18. století se znovu stal Ráj součástí hostačovského panství, v polovině 18. století však znovu přešel do jeníkovského panství. Dne 21. října 1784 byl Ráj téměř zcela zničen požárem, který zachvátil Golčův Jeníkov. V roce 1787 stálo v Ráji 27 domů. Kolem roku 1820 začalo rozšiřování obce podél hlavní silnice na jih až k Jeníkovu.
V roce 1840 se obec Ráj (nazývaná německy Ray, nebo také Rag či Raay) skládala z 39 domů, ve kterých žilo 264 lidí, včetně tří židovských rodin. Až do poloviny 19. století zůstal Ráj v panství Golčův Jeníkov a okrese Čáslav. Po zrušení patrimoniální správy se Ráj v roce 1849 stal částí sousední obce Stupárovice v okrese Habry. Od roku 1868 znovu patřil Ráj pod okres Čáslav, nadále byl součástí obce Stupárovice. V letech 1868 až 1870 byla postavena železniční trať mezi Kolínem a Německým Brodem a na volném prostranství severně od Ráje bylo vybudováno nádraží Golčův Jeníkov. Nádražní budovu navrhl Carl Schlimp. V roce 1883 byla postavena odbočka k cukrovaru Hostačov.
Od správní reformy z roku 1960 obec patřila do okresu Havlíčkův Brod. V roce 1961 ztratil Ráj status části obce a stal se součástí Golčova Jeníkova. Odbočka do Hostačova byla uzavřena v roce 1964 a později demontována.
| Rok            | 1869 | 1880 | 1890 | 1900 | 1910 | 1921 | 1930 | 1950 |
| -------------- | ---- | ---- | ---- | ---- | ---- | ---- | ---- | ---- |
| Počet obyvatel | 288  | 223  | 254  | 232  | 263  | 302  | 275  | 251  |
| Počet domů     | 39   | 40   | 37   | 39   | 40   | 54   | 61   | 74   |